# Турнавець
Турнавець (пол. Turnawiec) — село в Польщі, у гміні Чарноцин Казімерського повіту Свентокшиського воєводства.
Населення — 65 осіб (2011).
У 1975-1998 роках село належало до Келецького воєводства.

## Демографія
Демографічна структура на день 31 березня 2011 року:
|          | Загалом | Допрацездатний вік | Працездатний вік | Постпрацездатний вік |
| -------- | ------- | ------------------ | ---------------- | -------------------- |
| Чоловіки | 33      | 9                  | 19               | 5                    |
| Жінки    | 32      | 10                 | 14               | 8                    |
| Разом    | 65      | 19                 | 33               | 13                   |